# Jorge Aguirre (Leichtathlet)
Jorge Aguirre (Jorge S. Aguirre Martin) (* 11. Februar 1925 in Havanna; † 14. Juli 2005 in Mexiko-Stadt) war ein mexikanischer Weit- und Dreispringer.
Bei den Olympischen Spielen 1948 in London schied er in beiden Disziplinen in der Qualifikation aus.
1951 wurde er bei den Panamerikanischen Spielen in Buenos Aires Fünfter im Dreisprung.

## Persönliche Bestleistungen
- Weitsprung: 7,05 m, 1951
- Dreisprung: 14,42 m, 1951